# Каменская (станция)
Ка́менская — железнодорожная станция Северо-Кавказской железной дороги (до августа 1987 года относилась к Юго-Восточной железной дороге), расположенная в городе Каменск-Шахтинском. Расстояние от Москвы (Казанского вокзала) 1036 км. Имеет статус грузовой станции Ростовского региона.

## История
Первый железнодорожный вокзал станции Каменская был построен в 1871 году. Строительство железной дороги в значительной степени послужило толчком к развитию местной экономики и росту качества жизни станичников. Выгодное расположение станицы на железнодорожной линии Ростов-на-Дону — Воронеж — Козлов (ныне Мичуринск) — Москва способствовало росту торговли. Благодаря наличию доступного транспортного сообщения в станице появились прасолы, купцы, предприниматели, владельцы хлебных ссыпок. Каменская стала не только крупным рынком сбыта, но и центром производства. Так, возле вокзала появился один из первых в области хлебный элеватор, на много этажей поднялась над Донцом товарная мельница немецкого предпринимателя. На полный ход работали другая мельница, маслобойка, росли небольшие предприятия: чугунолитейный завод Шмидта, мыловаренный, спирто-водочный, колбасный, поташный заводы, два пивоваренных, мастерские по ремонту хлеборобского инвентаря. Железная дорога стала наиболее подходящим видом транспорта для доставки разнообразного сырья, необходимого для станичной промышленности. Развивалась сфера услуг. Появлялись магазины, банки, в Каменской открылась гостиница, где селились коммивояжеры петербургских, московских, варшавских, лодзинских фирм. Возросший статус станицы как крупного экономического центра отразился и на её внешнем облике. Многие улицы были вымощены булыжником, был проведен водопровод.
В 1912 году был выстроен другой вокзал. Во время Великой Отечественной войны и оккупации города немецко-фашистскими войсками в 1942 году вокзал был разрушен. Современное, третье по счёту, здание вокзала построено в 1951 году по типовому проекту харьковского бюро. Наружные часы на здании вокзала впервые появились в 1961 году.
В ночь на 7 августа 1987 года на станции произошла одна из крупнейших в СССР железнодорожных катастроф c более чем 100 погибшими: электровоз с отказавшими тормозами на скорости почти 150 км/ч врезался в хвост стоявшего пассажирского поезда.

## Деятельность
Осуществляется продажа пассажирских билетов, приём и выдача багажа, приём и выдача контейнеров.
Имеется здание железнодорожного вокзала, где расположены билетные кассы, справочное бюро, зал ожидания, ресторан и отделение полиции. На привокзальной площади расположена гостиница «Каменск» и автобусная остановка городского транспорта, откуда, в частности, курсируют автобусы в микрорайон Лиховской, на станцию Лихая.
На станции пять основных железнодорожных путей, без тупиковых, две пассажирских платформы и одна техническая. Также имеется пешеходный путепровод через железнодорожные пути и регулируемый автомобильный железнодорожный переезд (Северный), ведущий на автомобильно-гужевой мост (старый, бывший железнодорожный, построен в 1868 году, движение открыто в 1871 году) через реку Северский Донец (с 2010 года закрыт на реконструкцию).
В 1,5 км южнее станции (у остановочного пункта 1038 км) проходит граница между Миллеровской и Лиховской дистанциями пути.
- Дистанции пути
- Миллеровская
- Лиховская

## Пассажирское сообщение
По графику 2024/2027 годов через станцию курсируют следующие пассажирские поезда дальнего следования:
| Круглогодичное обращение поездов | Круглогодичное обращение поездов | Круглогодичное обращение поездов | Круглогодичное обращение поездов |
| № поезда                         | Маршрут движения                 | № поезда                         | Маршрут движения                 |
| -------------------------------- | -------------------------------- | -------------------------------- | -------------------------------- |
| 19 «Премиум»                     | Ростов-на-Дону — Москва          | 20 «Премиум»                     | Москва — Ростов-на-Дону          |
| 33 «Осетия»                      | Владикавказ — Москва             | 34 «Осетия»                      | Москва — Владикавказ             |
| 35 «Северная Пальмира 2-этажный» | Адлер — Санкт-Петербург          | 36 «Северная Пальмира 2-этажный» | Санкт-Петербург — Адлер          |
| 49                               | Кисловодск — Санкт-Петербург     | 50                               | Санкт-Петербург — Кисловодск     |
| 61                               | Нальчик — Москва                 | 62                               | Москва — Нальчик                 |
| 77                               | Ставрополь — Москва              | 78                               | Москва — Ставрополь              |
| 79                               | Адлер — Архангельск              | 80                               | Архангельск — Адлер              |
| 83                               | Адлер — Москва                   | 84                               | Москва — Адлер                   |
| 87 «Адлер — Нижний Новгород»     | Адлер — Нижний Новгород          | 88 «Адлер — Нижний Новгород»     | Нижний Новгород — Адлер          |
| 91 «Таврия»                      | Севастополь — Москва             | 92 «Таврия»                      | Москва — Севастополь             |
| 99                               | Кисловодск — Нижний Новгород     | 100                              | Нижний Новгород — Кисловодск     |
| 109                              | Анапа — Москва                   | 110                              | Москва — Анапа                   |
| 113                              | Адлер — Санкт-Петербург          | 114                              | Санкт-Петербург — Адлер          |
| 115                              | Адлер — Томск                    | 116                              | Томск — Адлер                    |
| 117                              | Адлер — Самара                   | 118                              | Самара — Адлер                   |
| 121                              | Владикавказ — Санкт-Петербург    | 122                              | Санкт-Петербург — Владикавказ    |
| 125                              | Новороссийск — Москва            | 126                              | Москва — Новороссийск            |
| 135                              | Махачкала — Санкт-Петербург      | 136                              | Санкт-Петербург — Махачкала      |
| 139                              | Адлер — Барнаул                  | 140                              | Барнаул — Адлер                  |
| 145 «Ингушетия»                  | Назрань — Москва                 | 146 «Ингушетия»                  | Москва — Назрань                 |
| 149                              | Минеральные Воды — Минск         | 150                              | Минск — Минеральные Воды         |
| 301                              | Адлер — Минск                    | 302                              | Минск — Адлер                    |
| 305                              | Сухум — Москва                   | 306                              | Москва — Сухум                   |
| 309                              | Адлер — Воркута                  | 310                              | Воркута — Адлер                  |
| 311                              | Новороссийск — Воркута           | 312                              | Воркута — Новороссийск           |
| 325                              | Новороссийск — Пермь             | 326                              | Пермь — Новороссийск             |
| 335                              | Новороссийск — Екатеринбург      | 336                              | Екатеринбург — Новороссийск      |
| 373 «Таврия»                     | Симферополь — Смоленск           | 374 «Таврия»                     | Смоленск — Симферополь           |
| 381                              | Грозный — Москва                 | 382                              | Москва — Грозный                 |
| 389                              | Анапа — Минск                    | 390                              | Минск — Анапа                    |

| Сезонное обращение поездов | Сезонное обращение поездов                    | Сезонное обращение поездов | Сезонное обращение поездов                    |
| № поезда                   | Маршрут движения                              | № поезда                   | Маршрут движения                              |
| -------------------------- | --------------------------------------------- | -------------------------- | --------------------------------------------- |
| 155                        | Анапа — Москва                                | 156                        | Москва — Анапа                                |
| 163 «Таврия»               | Феодосия — Москва                             | 164 «Таврия»               | Москва — Феодосия                             |
| 173 «Таврия»               | Евпатория — Москва                            | 174 «Таврия»               | Москва — Евпатория                            |
| 187                        | Новороссийск — Архангельск                    | 188                        | Архангельск — Новороссийск                    |
| 201                        | Имеретинский курорт — Москва                  | 202                        | Москва — Имеретинский курорт                  |
| 221                        | Анапа — Архангельск                           | 222                        | Архангельск — Анапа                           |
| 225                        | Адлер — Мурманск                              | 226                        | Мурманск — Адлер                              |
| 227                        | Новороссийск — Санкт-Петербург                | 228                        | Санкт-Петербург — Новороссийск                |
| 233                        | Имеретинский курорт — Екатеринбург            | 234                        | Екатеринбург — Имеретинский курорт            |
| 237                        | Анапа — Москва                                | 238                        | Москва — Анапа                                |
| 245                        | Ейск — Санкт-Петербург                        | 246                        | Санкт-Петербург — Ейск                        |
| 247                        | Анапа — Санкт-Петербург                       | 248                        | Санкт-Петербург — Анапа                       |
| 257                        | Адлер — Печора                                | 258                        | Печора — Адлер                                |
| 259                        | Анапа — Санкт-Петербург                       | 260                        | Санкт-Петербург — Анапа                       |
| 261                        | Адлер — Архангельск                           | 262                        | Архангельск — Адлер                           |
| 267                        | Новороссийск — Сосногорск                     | 268                        | Сосногорск — Новороссийск                     |
| 281                        | Адлер — Череповец                             | 282                        | Череповец — Адлер                             |
| 283                        | Анапа — Череповец                             | 284                        | Череповец — Анапа                             |
| 285                        | Новороссийск — Мурманск                       | 286                        | Мурманск — Новороссийск                       |
| 289                        | Анапа — Екатеринбург                          | 290                        | Екатеринбург — Анапа                          |
| 293                        | Анапа — Мурманск                              | 294                        | Мурманск — Анапа                              |
| 459                        | Адлер — Тамбов                                | 460                        | Тамбов — Адлер                                |
| 467                        | Имеретинский курорт — Смоленск                | 468                        | Смоленск — Имеретинский курорт                |
| 471                        | Адлер — Москва                                | 472                        | Москва — Адлер                                |
| 473                        | Анапа — Самара                                | 474                        | Самара — Анапа                                |
| 475                        | Имеретинский курорт — Казань                  | 476                        | Казань — Имеретинский курорт                  |
| 479                        | Сухум — Санкт-Петербург                       | 480                        | Санкт-Петербург — Сухум                       |
| 481                        | Новороссийск — Москва                         | 482                        | Москва — Новороссийск                         |
| 487                        | Сухум — Самара                                | 488                        | Самара — Сухум                                |
| 495                        | Адлер — Кострома                              | 496                        | Кострома — Адлер                              |
| 501                        | Анапа — Киров                                 | 502                        | Киров — Анапа                                 |
| 505                        | Новороссийск — Тамбов                         | 506                        | Тамбов — Новороссийск                         |
| 507                        | Новороссийск — Ижевск                         | 508                        | Ижевск — Новороссийск                         |
| 511                        | Адлер — Москва                                | 512                        | Москва — Адлер                                |
| 513                        | Анапа — Тамбов                                | 514                        | Тамбов — Анапа                                |
| 517                        | Анапа — Москва                                | 518                        | Москва — Анапа                                |
| 533                        | Адлер — Москва                                | 534                        | Москва — Адлер                                |
| 535                        | Анапа — Смоленск                              | 536                        | Смоленск — Анапа                              |
| 539                        | Анапа — Кострома                              | 540                        | Кострома — Анапа                              |
| 541                        | Адлер — Москва                                | 542                        | Москва — Адлер                                |
| 547                        | Сухум — Москва                                | 548                        | Москва — Сухум                                |
| 549                        | Адлер — Тольятти                              | 550                        | Тольятти — Адлер                              |
| 555                        | Адлер — Смоленск                              | 556                        | Смоленск — Адлер                              |
| 561                        | Ейск — Москва                                 | 562                        | Москва — Ейск                                 |
| 583                        | Анапа — Казань                                | 584                        | Казань — Анапа                                |
| 587                        | Имеретинский курорт — Москва                  | 588                        | Москва — Имеретинский курорт                  |
| 591                        | Анапа — Пермь — Приобье                       | 592                        | Приобье — Пермь — Анапа                       |
| 595                        | Анапа — Екатеринбург — Тюмень — Новый Уренгой | 596                        | Новый Уренгой — Тюмень — Екатеринбург — Анапа |

По станции Каменская осуществляется движение пригородных поездов.
| Номер          | Маршрут пригородного поезда |
| 6518/6616/6516 | Чертково — Ростов-Главный   |
| 6354           | Глубокая — Лихая            |
| 6356/6160      | Глубокая — Ростов-Главный   |
| 6363           | Лихая — Чертково            |
| 6351           | Лихая — Глубокая            |
| 6360           | Глубокая — Лихая            |
| 6355           | Лихая — Глубокая            |
| 6358/6158      | Глубокая — Ростов-Главный   |
| 6357           | Лихая — Глубокая            |
| 6362           | Глубокая — Лихая            |
| 6515/6615/6517 | Ростов-Главный — Чертково   |
| 6361           | Лихая — Глубокая            |